# 小泉まな
小泉 まな（こいずみ まな、1978年8月29日 -）は、日本のAV女優、ストリッパー、グラビアモデル。
旧芸名、岸本 あゆ（きしもと あゆ）、胡桃沢 まり奈（くるみざわ まりな）。

## 略歴
埼玉県出身。1994年7月スカウトがきっかけで『タモリ倶楽部』のオープニングを飾る。
1994年9月岸本 あゆの芸名でグラビアデビュー。
2000年4月11日大阪東洋ショーでに華山みなの名でストリッパーとしてデビュー。当初は東洋ショーに所属した。
2000年6月1日、ビデオの芸名胡桃沢 まり奈に芸名を統一。
2000年11月27日、KUKIからAVデビュー。
2003年7月1日、小泉まなに改名。
その後、胡桃沢 まり奈の芸名をAVと撮影会の際の芸名とし、劇場、映画、Vシネマ出演時の芸名を小泉まなと改名する（もっとも、その後もいくつかのアダルト作品はミスにより「小泉 まな」の名でクレジットされている）。
ちなみに、岸本あゆと華山みなの間にも、芸名がいくつか改名されている。華月ゆきなでグラビアや撮影会も行っていた。

## 人物
好きなものは綺麗な花。好きな食べ物はおにぎり、パスタ、チーズケーキ、スイートポテト、肉まん、餃子、クルミパン、赤飯、ワッフル。好きな飲み物はレモン又はミルク・ティー、オロナミンC、ホットレモン、ゆずジュース、メッツ。好きな煙草はマルボロ・メンソール・ライト。苦手なものはホワイトチョコレート以外のチョコレート。趣味は乗馬、料理、音楽鑑賞（クラシックほか色々）。特技はトランペット。

## 主な出演作品

### アダルトビデオ
2000年
- ビデオガール（11月27日、VINL）- デビュー作
- 新・妹の下着（24）（12月23日、VINL）

2002年
- 女子校生監禁凌辱 鬼畜輪姦37 胡桃沢まり奈（6月14日、アタッカーズ）

2003年
- Best 人気女優ベスト240分 1（7月22日、スターサイズ）他多数出演
- 死夜悪アンソロジー5（10月8日、アタッカーズ）他多数出演
- なんでもやります180分（11月14日、DVD、DRAMA TIC）

2004年
- 死夜悪THE BEST 31 〜鬼畜輪姦セレクト11〜 鬼畜の餌食となる9人の女子校生（1月8日、アタッカーズ）総集編 他8名出演
- もも尻Fantasista [第4節]（8月13日、プラチナソフト）他出演:RIRICO
- お好み焼き屋のまなちゃん（9月20日 、ネクストイレブン）- 共演：結衣美沙、今野まいか、紅蘭
- もも尻Fantasista［特別節］（12月24日）他出演:石田ゆりあ

2005年
- NEXT Queen's（1月25日、ネクスト）他出演:藍山みなみ、森崎小雪、涼木れん、桜田さくら、中里愛菜、桜このみ、RION
- 浅草ローズ（2月15日、ジェイモデル）共演:白鳥るり
- お姉さんが白下着でガマンできない（8月26日、DVD）- 共演：うさみ恭香
- 「征服」 ○○○に○○○させる…。（11月25日、ロイヤルアート）他出演:朝丘まりん、小倉あかね

2006年
- 下町看板エロ娘（2月20日、ネクスト）共演:加山夏樹、杏奈美、森下さやか、紅蘭

2007年
- 尻とろニクス　美尻、丸出し姉ちゃん抜きたおし。Vol.6（2007年4月24日、ZONE）他出演:二宮早紀、麻生岬

2010年
- 淫尻娘の快楽遊戯 Vol.4（2010年12月17日、映天）他出演:矢藤あき、AOI、安川美和

他

### Vシネマ
- HOKURO 〜百発病伝説〜（2003年）

### テレビ番組
- タモリ倶楽部

### 映画
- いらっしゃいませ、患者さま。（2005年）- 小泉まな